# 57 Pułk Piechoty West Middlesex
57 pułk piechoty West Middlesex (ang. 57th (West Middlesex) Regiment of Foot) – pułk piechoty brytyjskiej sformowany w 1755 w Gloucester jako 59 pułk piechoty (59th Regiment of Foot).
Numer 57 uzyskał 25 grudnia 1756, kiedy to rozwiązano pułki z numerami porządkowymi 50 i 51.
W 1758 rozwinięto jego nazwę do 57 pułk piechoty West Middlesex. Jego żołnierze walczyli w czasie wojen napoleońskich w Hiszpanii.
W 1826 przetransportowali zostali na teren Australii a w 1830 do Madrasu na Półwyspie Indyjskim. Walczyli również na Półwyspie Krymskim i w Nowej Zelandii.
Oddział przestał istnieć w 1881, kiedy to w ramach tzw. Childers Reforms z 57 i 77 pułku piechoty powstał pułk Middlesex (The Middlesex Regiment).

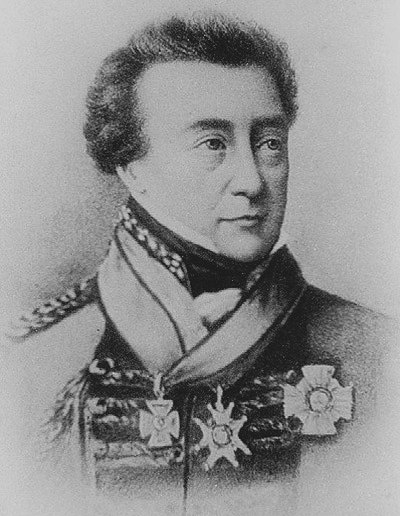
Lt-Gen. Sir William Inglis związany z pułkiem w latach 1830-1835

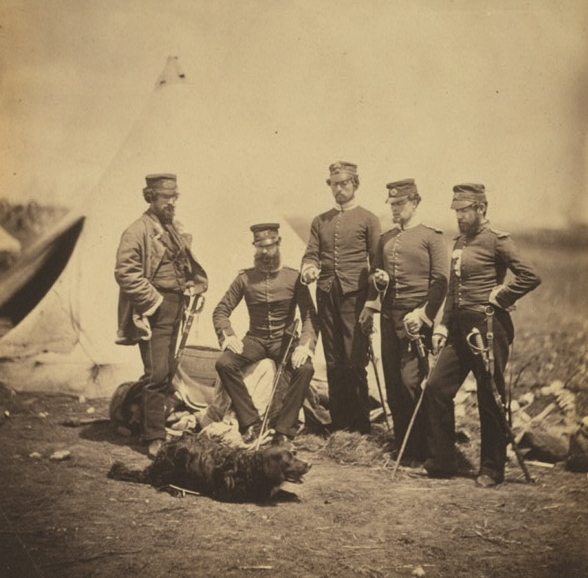
Żołnierze 57 pułku piechoty w 1855

## Pułkownicy
- 27 grudnia 1755 –Col. John Arabin
- 2 marca 1757 –Lt-Gen. Sir David Cunynghame, Bt.
- 11 kwietnia 1767 –Gen. Sir John Irwin, KB
- 11 lutego 1780 –Gen. John Campbell (of Strachur)
- 9 sierpnia 1806 –Gen. John (Hely-Hutchinson), 2nd Earl of Donoughmore, GCB
- 27 kwietnia 1811 –Gen. Sir Hew Whiteford Dalrymple, Bt.
- 4 października 1830 –Lt-Gen. Sir William Inglis, KCB
- 12 kwietnia 1835 –Gen. Sir Frederick Adam, GCB, GCMG
- 31 maja 1843 –F.M. Sir Henry (Hardinge), 1st Viscount Hardinge, GCB
- 24 września 1856 –Gen. Sir James Frederick Love, GCB, KH
- 5 września 1865 –Gen. Charles Richard Fox
- 14 kwietnia 1873 –Gen. Freeman Murray
- 11 grudnia 1875 –Gen. Sir Edward Alan Holdich, GCB